# Plaza de toros de Aranjuez
La plaza de toros de Aranjuez es un coso taurino de la ciudad española de Aranjuez, inaugurado en 1797.

## Descripción

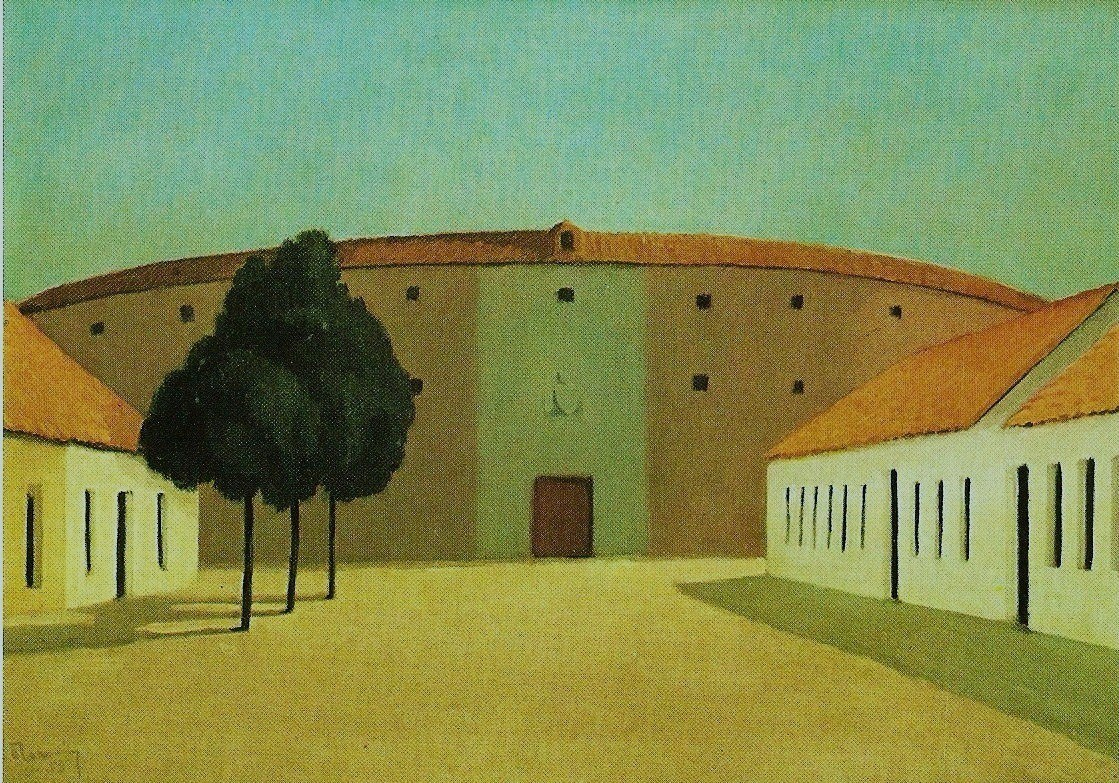
La plaza por Paul Monnier

Ubicado en el pueblo de Aranjuez, en el sur de la Comunidad de Madrid, se trata de un espacio abierto para la práctica del toreo, así como lugar de eventos musicales. Posee en la actualidad un aforo de nueve mil quinientas personas. Se celebra en el día 30 de mayo de cada año un importante festejo taurino, siendo la festividad de San Fernando.

## Historia
Se inauguró el 14 de mayo de 1797, fue diseñada en proporciones más reducidas, a semejanza de la antigua plaza de toros cercana a la Puerta de Alcalá. El periodo de esplendor de la plaza fue desde el siglo 18 y, sobre todo, a comienzos del siglo 19 debido a la afición taurina del rey Fernando VII.
En 1809 la plaza sufrió un voraz incendio, y no fue reedificada de nuevo hasta veinte años después. El 3 de noviembre de 2001 pasó a formar parte de la Unión de Plazas de Toros Históricas.

## Cultura popular
Aparece en varias películas:

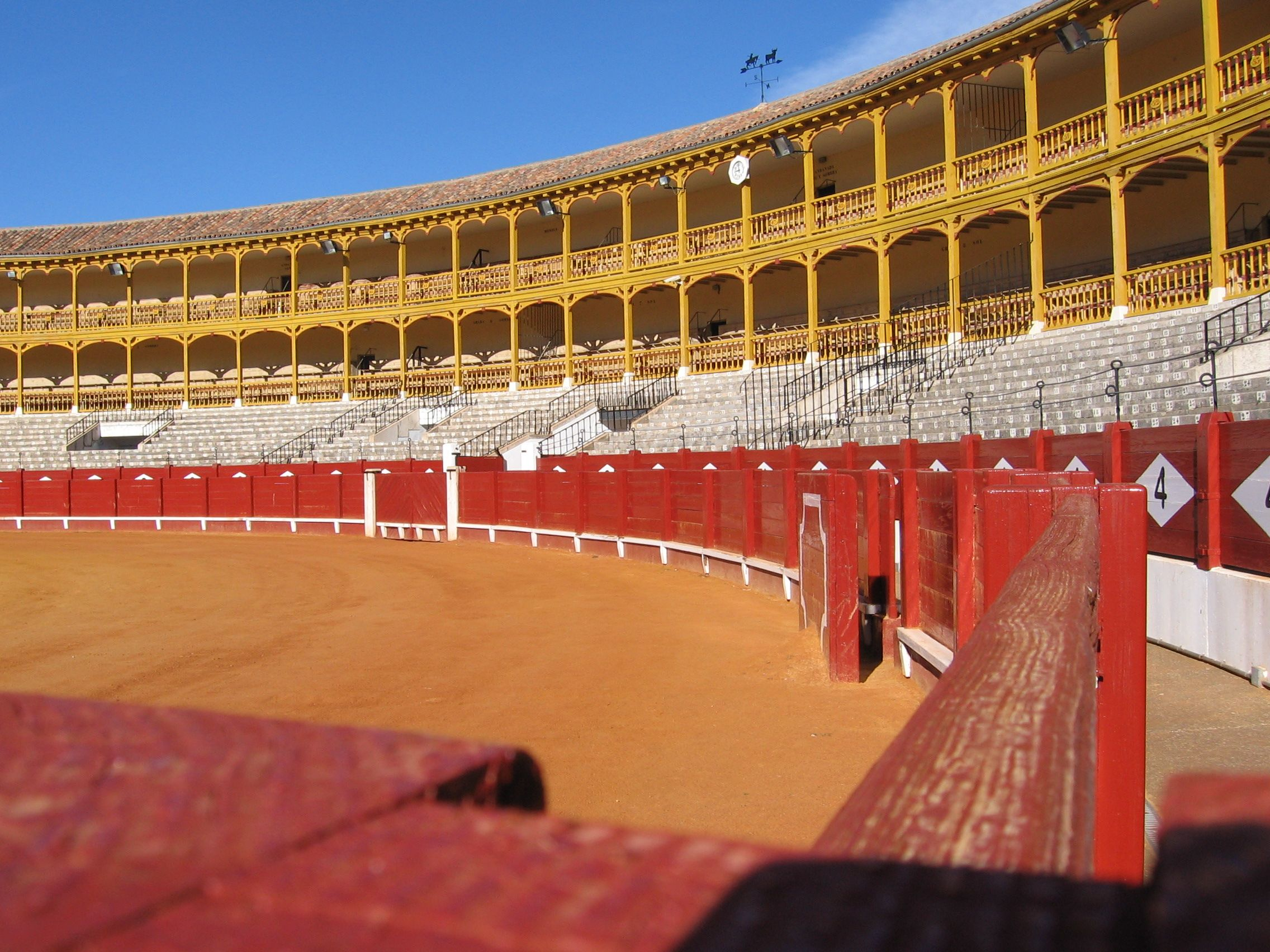
Interior de la plaza

- 1950: Arturo Ruiz-Castillo rodó María Antonia "La caramba" en la plaza.
- 2002: Pedro Almodóvar rodó las escenas taurinas de Hable con ella en la plaza.
- 2012: Pablo Berger rodó escenas de Blancanieves en la plaza.
- 2023:  Alberto Pintó y David Barrocal rodaron escenas de toreo de salón en el último capítulo de la serie Berlín en la plaza.